# هورشه وارسنس
هورشه وارسنس (به سوئدی: Horsö-Värsnäs) شبه‌جزیره‌ای در شمال شهر کالمار سوئد که جزو ذخیرگاه‌های طبیعت ۲۰۰۰ سوئد می‌باشد . پلاژ وارسناس یکی از تفرج‌گاه‌های برهنگی در سوئد که این ذخیرگاه طبیعت قرار دارد .  